# Буццолла, Антонио
Антонио Буццола (итал. Antonio Buzzolla; 2 марта 1815, Адрия, Ломбардо-Венецианское королевство — 20 марта 1871, Венеция, королевство Италия) — итальянский композитор-романтик и дирижёр. В Адрии имя композитора носят музыкальное общество, основанное ещё в 1806 году и консерватория.

## Биография
Антонио Буццола родился в Адрии 2 марта 1815 года. Его отец Анджело Буццола был капельмейстером собора в Адрии и главой местного филармонического общества. Он обучил сына игре на нескольких музыкальных инструментах (скрипке, фортепиано и органе). Антонио Буццола продолжил музыкальное образование в школе Биццолати в Венеции.
В 1831 году он был принят флейтистом, затем скрипачом в оркестр театра Ла Фениче в Венеции. Его дебют как оперного композитора состоялся 3 декабря 1836 года постановкой в театре Сан-Бенедетто оперы-семисерии «Феррамондо» (итал. Ferramondo) по либретто неизвестного автора. Последующие постановки этой оперы в театрах Триеста и Мантуи также прошли с успехом.
В 1837 году Антонио Буццола переехал в Неаполь, где в консерватории Сан-Пьетро-а-Майелла обучался у Гаэтано Доницетти и Саверио Меркаданте. Здесь им были написаны многочисленные вокальные сочинения, премьеры которых прошли на сцене театра Сан-Карло.
В 1840 году композитор вернулся в Венецию. 31 мая 1841 году на сцене театра Ла Фениче состоялась премьера его оперы «Мастино I Далла Скала» (итал. Mastino I Dalla Scala) по либретто Джованни Фонтебассо. В том же театре 14 мая 1842 года прошла премьера его оперы-буффа «Авантюристы» (итал. Gli Avventurieri) по либретто Феличе Романи. Обе оперы имели успех у публики и критики. В том же году в базилике Святого Марка в Венеции Антонио Буццола дебютировал как композитор духовной музыки «Мессой в четырёх частях для симфонического оркестра» (итал. Messa a quattro parti e piena orchestra), которую он сочинил для Общества святой Цецилии.
В 1843 году композитор был принят на место дирижёра в Итальянский оперный театр в Берлине. Затем он был учителем музыки у детей Фридриха Вильгельма IV, короля Пруссии. После побывал в Саксонии, России и Франции. В 1846 году возглавил Театр итальянской комедии в Париже.
В 1847 году вернулся в Венецию и в том же году в базилике Святого Марка прошла премьера его «Реквиема из четырёх частей» (итал. Requiem a quattro). 24 февраля 1848 года в театре Ла Фениче была поставлена его новая опера «Гамлет» (итал. Amleto) по либретто Джованни Перуццини, а 16 февраля 1850 года последняя опера «Елизавета де Валуа» (итал. Elisabeto di Valois) по либретто Франческо Марии Пьяве.
В 1855 году Антонио Буццола был принят на место капельмейстера базилики Святого Марка. В 1868 году Джузеппе Верди пригласил его принять участие в написании «Мессы памяти Россини» (итал. Messa per Rossini). Премьера заупокойной службы планировалась в базилике Святого Петрония в Болонье на годовщину смерти композитора Джоаккино Россини 14 ноября 1869 года. Антонио Буццола умер в Венеции 20 марта 1871 года.

## Творческое наследие
Творческое наследие композитора включает 6 опер (1 не закончена), многочисленные вокальные и духовные сочинения.

## Видеозаписи
- Antonio Buzzolla. Requiem per la «Messa a Rossini» — Антонио Буццолла. «Покой вечный» из «Мессы памяти Россини» (I. Introitus: Requiem in G minor) в исполнении Пражского филармонического хора. (итал.)
- Antonio Buzzolla. Kyrie per la «Messa a Rossini» — Антонио Буццолла. «Господи, помилуй» из «Мессы памяти Россини» (I. Introitus: Kyrie in G minor) в исполнении Пражского филармонического хора. (итал.)